# Асси (курорт)
Асси (башк. Асы) — бальнеотерапевтичний передгірний курорт лісової зони в Бєлорєцькому районі Башкортостану. Розташований у селі Асси, за 180 км від Уфи, на березі річки Інзер. Висота над рівнем моря — 220 м.
Біля курорту розташована гірськолижна траса «Асси-Тау»

## Історія
Санаторій відкритий у 2001 році. Лікувльно-оздоровчі корпуси побудовані за проектом архітектора Кірайдта Рудольфа Івановича.
Назва селища означає з башкирського «гірке», що є одним із свідчень використання її місцевими жителями. Здавна вони пили води джерел при хворобах шлунка, використовували у вигляді ванн при захворюваннях опорно-рухового апарату.
Ассинські мінеральні джерела першим описав академік Ф. Чернишов (1889 рік). Через два роки лікар Бєлорєцької лікарні Ерман послав пробу води для аналізу в Берлінський університет (1901). За хімічним складом вона виявилася близькою до вод, відомих у Німеччині Киссенгокських джерел.
Вода розливалася під торговою маркою «Ассинская». Зараз Ассинські мінеральні джерела визнані як гідрогеологічна пам'ятнка природи федерального рівня.
У 1999 році прийнято рішення про створення на базі Ассинских мінеральних джерел санаторного комплексу «Асси».

## Клімат
Середня температура січня — 15,7°С. Літо тепле (середня температура липня +17,4°С. Річна кількість опадів близько 582 мм, Середньорічна відносна вологість повітря — 75 відсотків.

## Лікування

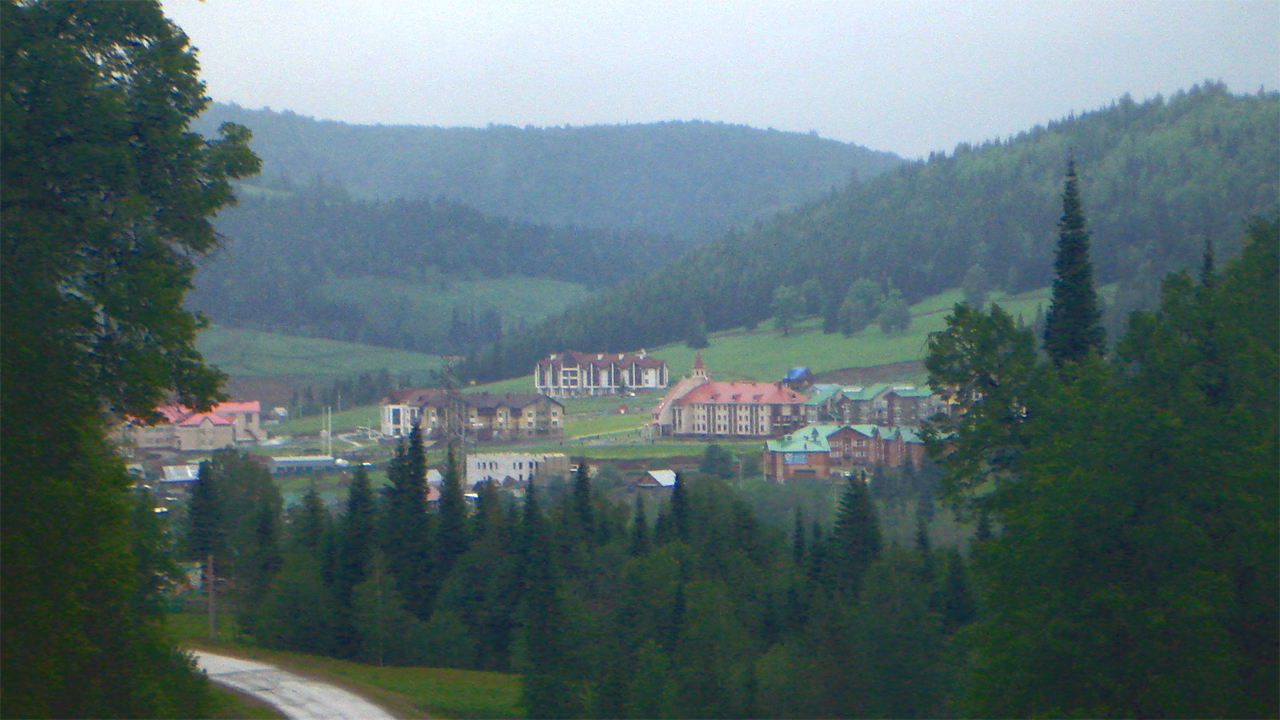
Санаторій «Асси»

Основний медичний профіль — лікування захворювань кістково-м'язової системи, шкіри, нервової системи. Інші профілі: захворювання органів травлення, порушення обміну речовин, системи кровообігу.
Лікувальні фактори: мінеральна вода, а також: гірське тайгове повітря, тайга, гарний краєвид.
Мінеральні джерела ключа Туз-Єлга (Соляна річка) розташовані на лівому березі. Всього їх на відстані близько 2 км 17 джерел, з них 14 — мінеральні. Мінеральна вода двох типів: маломінералізована (2.3-2.4 г/куб. дм) вода сульфатно-хлоридного натрієвого складу, використовується для лікувального пиття; високомінералізована (18.8 г/куб. дм) вода хлоридного натрієвого складу застосовується для бальнеолікування. Температура слабомінералізованої води — 15 градусів Цельсія, в високомінералізованої — 8.